# Ally Ioannides
Alexia „Ally“ Ioannides (* 12. Januar 1998 in Atlanta, Georgia) ist eine US-amerikanische Schauspielerin in Film und Fernsehen.

## Leben und Karriere
Geboren wurde Alexia „Ally“ Ioannides 1998 in Atlanta im Bundesstaat Georgia als Tochter des Ehepaars Christine und Aristides Ioannides. Ihr Vater ist ein Sohn griechischer Einwanderereltern, während ihre Mutter aus Wisconsin stammt und kroatisch-schwedischer Abstammung ist. Nachdem die Familie von Georgia nach Utah umgezogen war, besuchte Ally zuerst die Schule am Trailside in Park City, später die Madeleine Choir School, wo sie ihre Ausbildung in Gesang- und Tanz in Bühnenmusicals und Theatern begann. Nach kleineren Rollen in Kurzfilmen nahm sie 2013 als junge Schauspielerin an den Sundance Directors Labs teil. Ihr Kinofilmdebüt gab sie noch im gleichen Jahr unter der Regie von T.C. Christensen in dem Abenteuerdrama Ephraim's Rescue. Danach sah man sie auf der Leinwand in verschiedenen Rollen, so 2015 in dem Abenteuerthriller Animus von Ray Rudy oder 2018 in Cat Rhineharts Filmdrama Brand New Old Love. In dem preisgekrönten Science-Fiction Film Synchronic der beiden Regisseure Justin Benson und Aaron Moorhead aus dem Jahr 2019 spielte sie an der Seite von Jamie Dornan, Anthony Mackie und Katie Aselton die Rolle der Brianna. 2021 wurde sie für ihre Leistung in Synchronic für die Critics Choice Super Awards nominiert.
Neben ihrer Arbeit beim Film sah man sie seit 2013 auch in verschiedenen Serienrollen im Fernsehen, unter anderem in Folgen von Scarlett, Parenthood, Law & Order: Special Victims Unit, Elementary oder The Good Doctor. Eine komplexere TV-Rolle spielte sie als Tilda von 2015 bis 2019 in 32 Episoden der US-amerikanischen Science-Fiction-Actionserie mit Martial-Arts-Elementen von Alfred Gough und Miles Millar Into the Badlands.

## Auszeichnungen (Auswahl)
Critics’ Choice Super Award
- 2021: Nominierung für den Critics’ Choice Super Award als Beste Schauspielerin in einem Science-Fiction/Fantasy-Film Synchronic

## Filmografie (Auswahl)

### Filme
- 2013: Ephraim's Rescue
- 2015: Animus
- 2018: Brand New Old Love
- 2019: Synchronic
- 2022: The Nameless Days
- 2022: V/H/S/99
- 2023: Jesus Revolution
- 2023: Trim Season
- 2023: Baby Blue

### Fernsehen
- 2013: Defining Mel (Fernsehserie, Pilot)
- 2014: Scarlett (Fernsehserie, 3 Episoden)
- 2014–2015: Parenthood (Fernsehserie, 7 Episoden)
- 2015: Law & Order: Special Victims Unit (Fernsehserie, Episode 16x18)
- 2015–2019: Into the Badlands (Fernsehserie, 32 Episoden)
- 2016–2019: Elementary (Fernsehserie, 2 Episoden)
- 2022: The Good Doctor (Fernsehserie, Episode 6x03)
- 2022: The Sex Lives of College Girls (Fernsehserie, 2 Episoden)

### Kurzfilme
- 2009: The Alice Winter
- 2012: Escape from Paper City
- 2013: The Truth Fairy
- 2013: The Tsarevich
- 2014: Served Cold
- 2014: Stray
- 2015: Easy Money
- 2019: Four Love Theories
- 2020: Red
- 2021: Rebecca Black: Girlfriend
- 2022: How Not to Be a Junkie